# Lomp (Kreis Friedland)
Lomp (kein russischer Name bekannt) ist ein untergegangener Ort in der heutigen Oblast Kaliningrad (Gebiet Königsberg (Preußen)) in der Russischen Föderation. Die Ortsstelle liegt im Munizipalkreis Rajon Prawdinsk (Stadtkreis Friedland).

## Geographische Lage
Die Ortsstelle von Lomp liegt zwei Kilometer nördlich der russischen Staatsgrenze zur polnischen Woiwodschaft Ermland-Masuren in der südlichen Mitte der Oblast Kaliningrad. Bis zur einstigen und heute  auf polnischem Gebiet gelegenen Kreisstadt Bartoszyce (deutsch Bartenstein) sind es 15 Kilometer in südlicher Richtung.

## Geschichte
Bis 1928 war Lomp als Vorwerk und Ziegeleiort ein Wohnplatz im Gutsbezirk Sehmen (heute russisch Soldatowo) im ostpreußischen Kreis Friedland. Während der Kreis Friedland im Jahre 1927 in „Kreis Bartenstein“ umbenannt wurde, wurde Lomp im Jahre 1928 in die Landgemeinde Sehmen umgegliedert. Inzwischen war die Zahl der Einwohner Lomps von 88 im Jahre 1905 leicht gesunken.
In Kriegsfolge wurde 1945 das gesamte nördliche Ostpreußen an die  Sowjetunion überstellt. Alles deutet darauf hin, dass Lomp nicht wieder besiedelt wurde. Der Ort wurde offiziell nicht mehr genannt, und auch eine russische Namensform fehlt. Vielleicht ist Lomp als heute untergegangener Ort der Grenzlage zum Opfer gefallen. Die Ortsstelle liegt im Bereich des heutigen Munizipal-/Stadtkreises Rajon Prawdinsk mit Sitz in Prawdinsk (Friedland) in der Oblast Kaliningrad der Russischen Föderation.

## Kirche
Bis 1945 war Lomp in die evangelische Kirche Schönbruch (russisch Schirokoje, polnisch Szczurkowo) in der Kirchenprovinz Ostpreußen der Kirche der Altpreußischen Union, außerdem in die römisch-katholische Kirche St. Bruno in Bartenstein (polnisch Bartoszyce) im damaligen Bistum Ermland eingepfarrt.

## Verkehr
Zu der heute kaum noch wahrnehmbaren Ortsstelle von Lomp führen Wege von Soldatowo (Sehmen) bzw. von Klimowka (Wicken) aus.
Die vor 1945 betriebene Bahnstrecke von Wehlau (russisch Snamensk) nach Heilsberg (polnisch Lidzbark Warmiński) mit der nächsten Bahnstation in Schönbruch wird heute auf russischer Seite nicht mehr befahren.